# Megan Walsh (Fußballspielerin)
Megan Laura Walsh (* 12. November 1994 in Bromsgrove, England) ist eine irisch-englische Fußballtorhüterin.

## Karriere

### Verein
In der Jugend spielte Walsh ab dem Jahr 2004 für Aston Villa und wechselte im Sommer 2011 von der U21 in die erste Mannschaft. Im Januar 2014 schloss sie sich dem FC Everton an. Nach weiteren zwei Jahren wechselte sie zum Notts County LFC. Im Sommer 2017 verließ sie Notts County, nachdem diese sich aufgelöst hatten, in Richtung Yeovil Town, für die sie bis zum Abstieg der Mannschaft im Sommer 2019 aktiv war. Seitdem spielte sie bei Brighton & Hove Albion.

### Nationalmannschaft
Noch in den U-Mannschaften war sie Teil der englischen Auswahl und kam in der U17, der U19 sowie der U23 zu Einsätzen.
Walsh kam bislang einmal für die A-Nationalmannschaft bei der 0:1-Niederlage gegen Russland im Halbfinale des Turniers um den Pinatar Cup 2022 zum Einsatz. Sie wurde in den vorläufigen Kader für die WM-Endrunde 2023 nominiert. Am 28. Juni 2023 wurde sie für den finalen WM-Kader nominiert.